# Plectorhinchus umbrinus
 Plectorhinchus umbrinus és una espècie de peix de la família dels hemúlids i de l'ordre dels cipriniformes que es troba al Mar Roig.